# Artère labiale supérieure
L'artère labiale supérieure (ou artère coronaire supérieure) est une artère systémique paire de la tête. Elle vascularise la lèvre inférieure et la partie inférieure du nez. 

## Origine
L'artère labiale supérieure nait de l'artère faciale au niveau de la commissure des lèvres.

## Trajet
L'artère labiale supérieure suit le bord de la lèvre supérieure entre la muqueuse et le muscle orbiculaire de la bouche.
Le long de son parcours elles donne des branches de vascularisation aux muscles de la lèvre supérieure et à la partie inférieure du nez.
Elle s'anastomose avec l'artère homologue du côté opposé au niveau de la ligne médiane de la lèvre supérieure. A ce niveau elle donne une branche qui monte vers le septum nasal et vascularise sa muqueuse : le rameau du septum nasal de l'artère labiale supérieure.

## Galerie

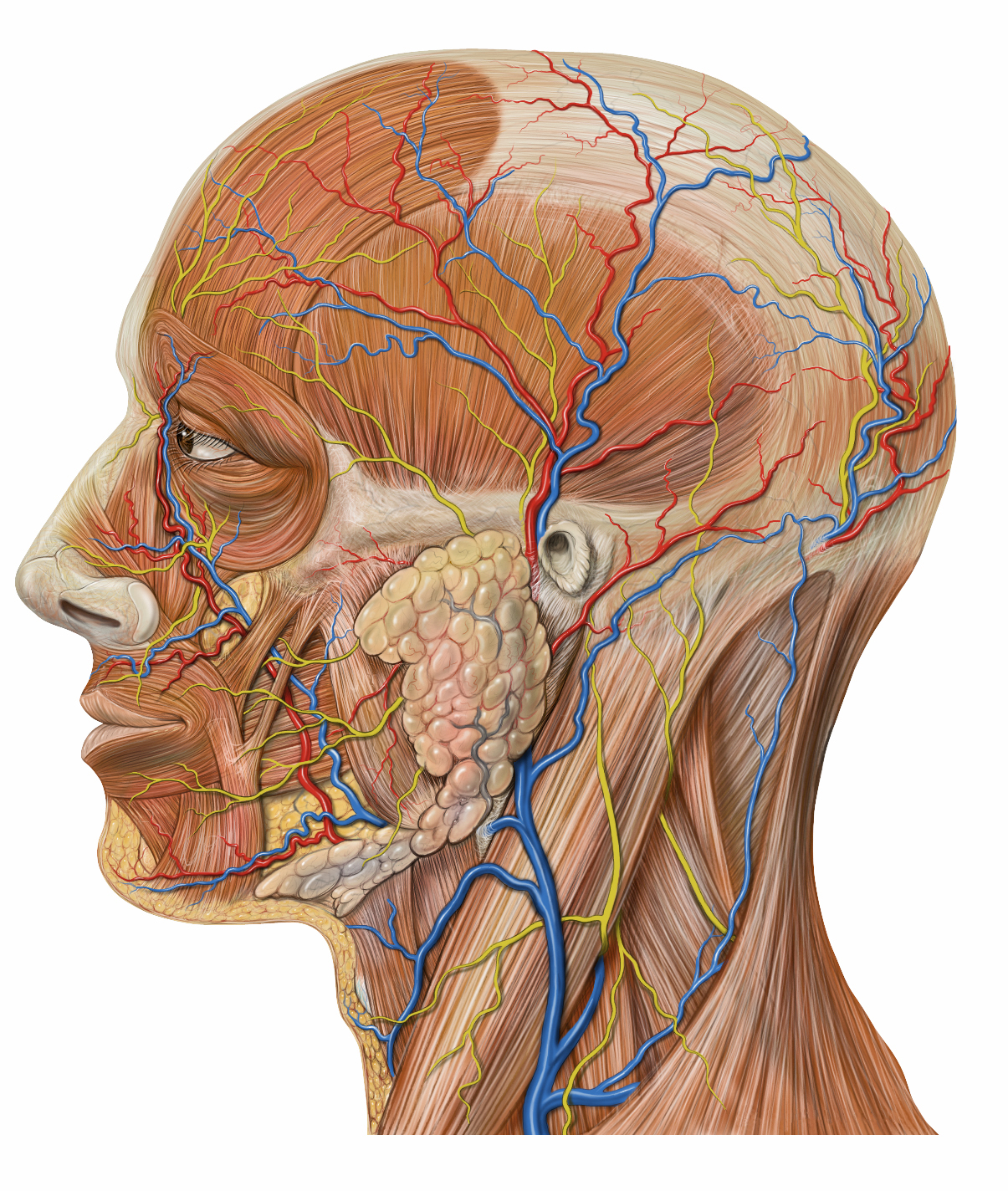
Détail de l'anatomie latérale de la tête
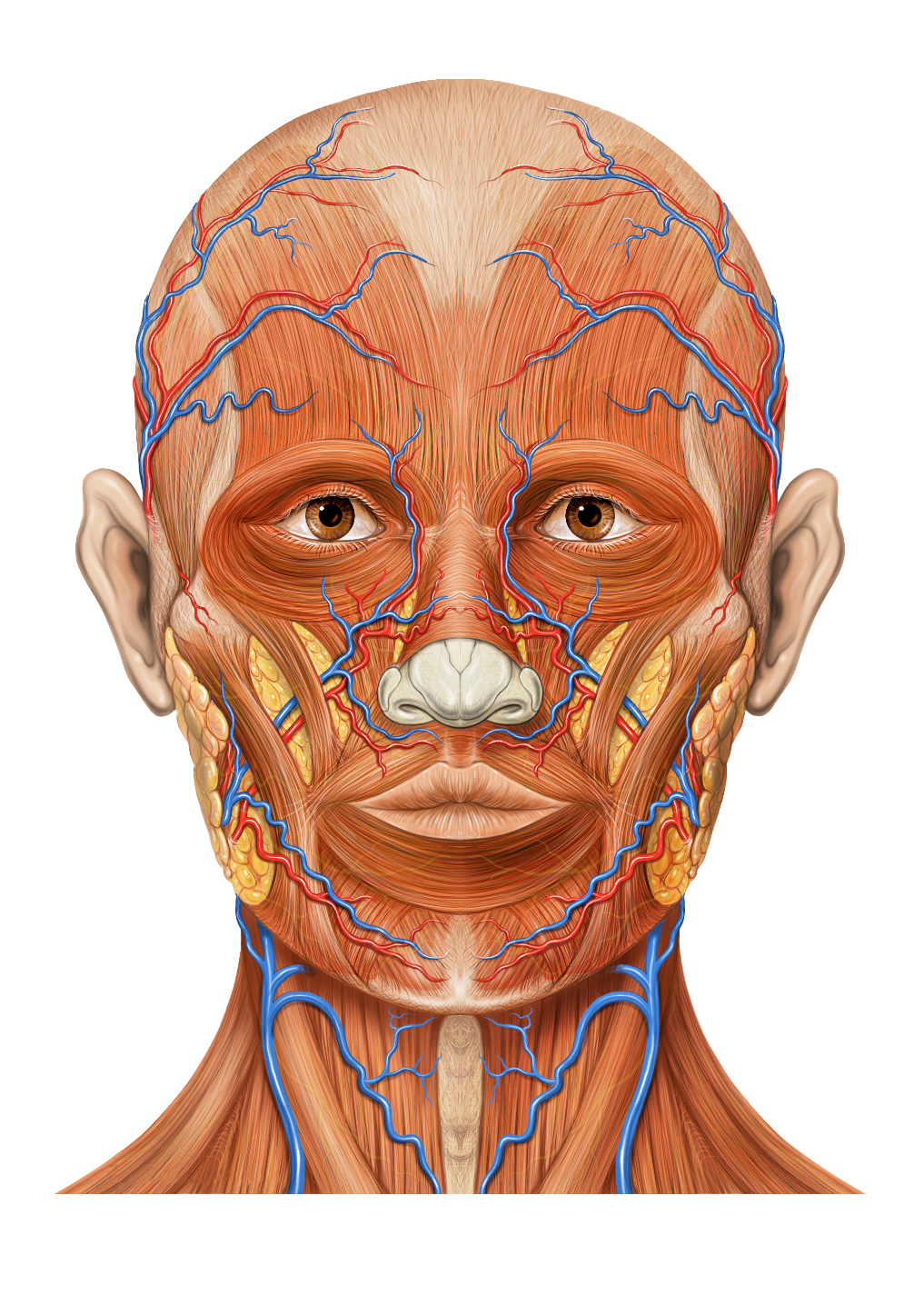
Vue antérieure de l'anatomie de la tête
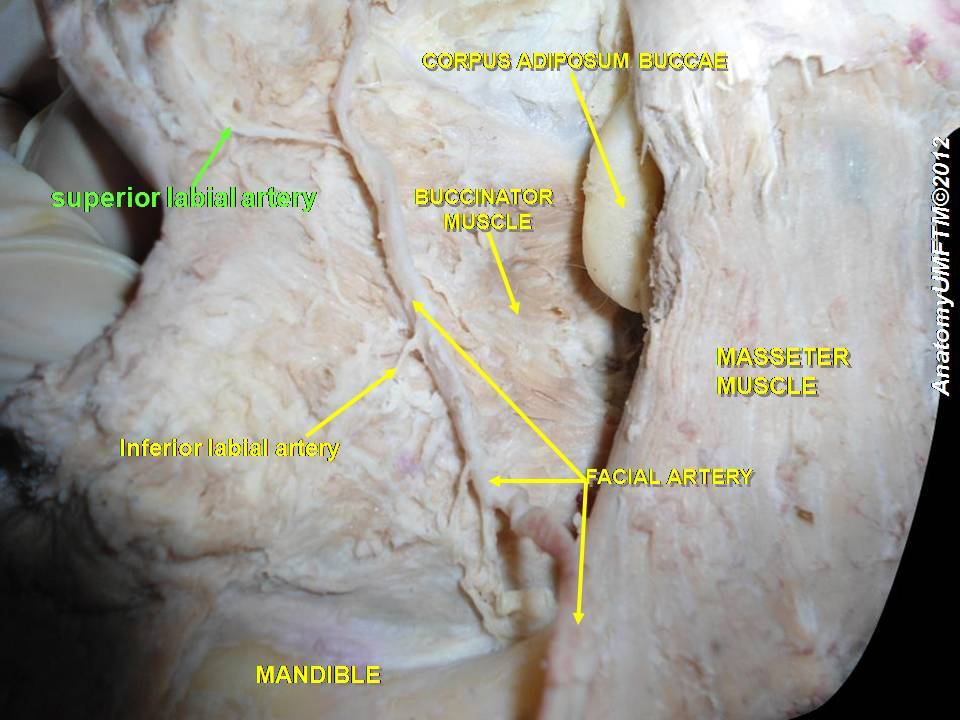
Artère labiale supérieure